# Resolutie 198 Veiligheidsraad Verenigde Naties
Resolutie 198 van de Veiligheidsraad van de Verenigde Naties werd op 18 december 1964 met unanimiteit aangenomen door de leden van de VN-Veiligheidsraad. Deze resolutie verlengde de vredesmacht in Cyprus weer met een kwart jaar.

## Achtergrond
In maart 1964 had de VN-Veiligheidsraad middels resolutie 186 beslist om over te gaan tot het in Cyprus installeren van een vredesmissie, UNFICYP. In resolutie 193 uit juni en resolutie 194 uit september was deze operatie al telkens met drie maanden verlengd.

## Inhoud
De Veiligheidsraad bemerkte dat de secretaris-generaal in zijn rapport aanbeval om de vredesmissie in Cyprus met drie maanden te verlengen. Ook werd bemerkt dat de overheid van Cyprus de vredesmacht ook na 26 december ter plaatse wenst te houden.
De Veiligheidsraad was tevreden dat de situatie in Cyprus was verbeterd en dat er vooruitgang werd gemaakt. De Veiligheidsraad sprak nogmaals zijn waardering uit voor de inspanningen van de secretaris-generaal voor de uitvoering van de resoluties 186, 187, 192 en 194. De Veiligheidsraad herhaalde ook zijn waardering voor de landen die troepen, politie, voorraden en financiële steun hadden bijgedragen.
De resoluties 186, 187, 192 en 194 werden bevestigd. Alle VN-lidstaten werden opgeroepen om zich aan deze resoluties te houden.
De Veiligheidsraad bemerkte het rapport van de secretaris-generaal. De VN-vredesmissie in Cyprus werd verlengd met drie maanden, tot 26 maart 1965.

## Verwante resoluties
- Resolutie 193 Veiligheidsraad Verenigde Naties
- Resolutie 201 Veiligheidsraad Verenigde Naties
- Resolutie 206 Veiligheidsraad Verenigde Naties

Lijst ·  186 ·  187 ·  188 ·  189 ·  190 ·  191 ·  192 ·  193 ·  194 ·  195 ·  196 ·  197 ·  198 ·  199